# Virginia Beavert
Virginia R. Beavert (Muntanyes Blaves d'Oregon, 30 de novembre de 1921 - 8 de febrer de 2024) va ser una lingüista yakama estatunidenca. Docent a la Universitat d'Oregon, va ser una de les estudioses més prestigioses de la llengua i cultura sahaptin, i va dedicar gran part de la seva vida a la revitalització de les llengües autòctones del Nord-Oest dels Estats Units. El 2010 va editar el primer diccionari d'aquesta llengua parlada al voltant del riu Colúmbia.

## Obre publicada
- Why STEM Needs Indigenous Traditional Ecological Knowledge: A Case Study of Ichishkíin Math (2019)[4]
- Why Indigenous Languages Matter for Mathematics Education: A Case Study of Ichishkíin (2020)[5]

- Ichishkiín Sínwit Yakama/Yakima Sahaptin Dictionary, amb Sharon Hargus (2010)
- The Gift of Knowledge/Ttnúwit Atawish Nch'inch imami (2017)

### CD
- Tiinmamí Tɨmnánáxt: Legends of the Ichishkíin (Sahaptin) Speaking People (2011 i 2015), 2 CDs